# Скшипек, Славомир
Славомир Станислав Скшипек (пол. Sławomir Stanisław Skrzypek; 10 мая 1963, Катовице — 10 апреля 2010, Смоленск, Россия) — польский экономист, был с 2007 по 2010 год президентом Национального банка Польши.

## Биография
Окончил Силезский технический университет, в 1997 году получил степень МБА в Висконсинском университете в Ла-Кросс, проходил постдипломное образование в области управления активами и пассивами в Краковском экономическом университете, Силезском университете, Джорджтаунском университете.
С 1993-го по 1997 годы работал в Высшей контрольной палате Польши, где курировал финансовую деятельность администрации. С ноября 2002 года занимал пост вице-мэра Варшавы. Должность мэра тогда занимал будущий президент Польши Лех Качиньский.
10 апреля 2010 года погиб в авиакатастрофе в Смоленске.

## Награды
- Командор со звездой ордена Возрождения Польши (2010 год, посмертно)[4]